# ریچاردتون (داکوتای شمالی)
ریچاردتون(به انگلیسی: Richardton) شهری در ایالت داکوتای شمالی کشور ایالات متحده آمریکا است که جمعیت آن در سرشماری سال ۲۰۱۰ میلادی، ۵۲۹ نفر بوده‌است.
ریچاردتون در 46°53'05" شمالی 102°18'58" غربی واقع شده است.[2]
با توجه به اداره سرشماری ایالات متحده، این شهر دارای مساحت کل 0.36 مایل مربع (0.93 کیلومتر مربع) است، که تمام زمین است.[3]
بر اساس سرشماری سال 1379، 619 نفر، 251 خانوار و 168 خانوار در این شهر سکونت داشتند. تراکم جمعیت 1686.7 نفر در هر مایل مربع (651.2/km2) بود. 285 واحد مسکونی با تراکم متوسط 776.6 در هر مایل مربع (299.8/km2) وجود داشت. ترکیب نژادی شهر 99.35٪ سفیدپوست، 0.16٪ آفریقایی آمریکایی، 0.16٪ بومی آمریکایی، 0.16٪ آسیایی و 0.16٪ از دو یا چند نژاد بود. اسپانیایی یا لاتین تبار از هر نژاد 0.32٪ از جمعیت را تشکیل می دادند.[4]